# Hällestads kyrka, Östergötland

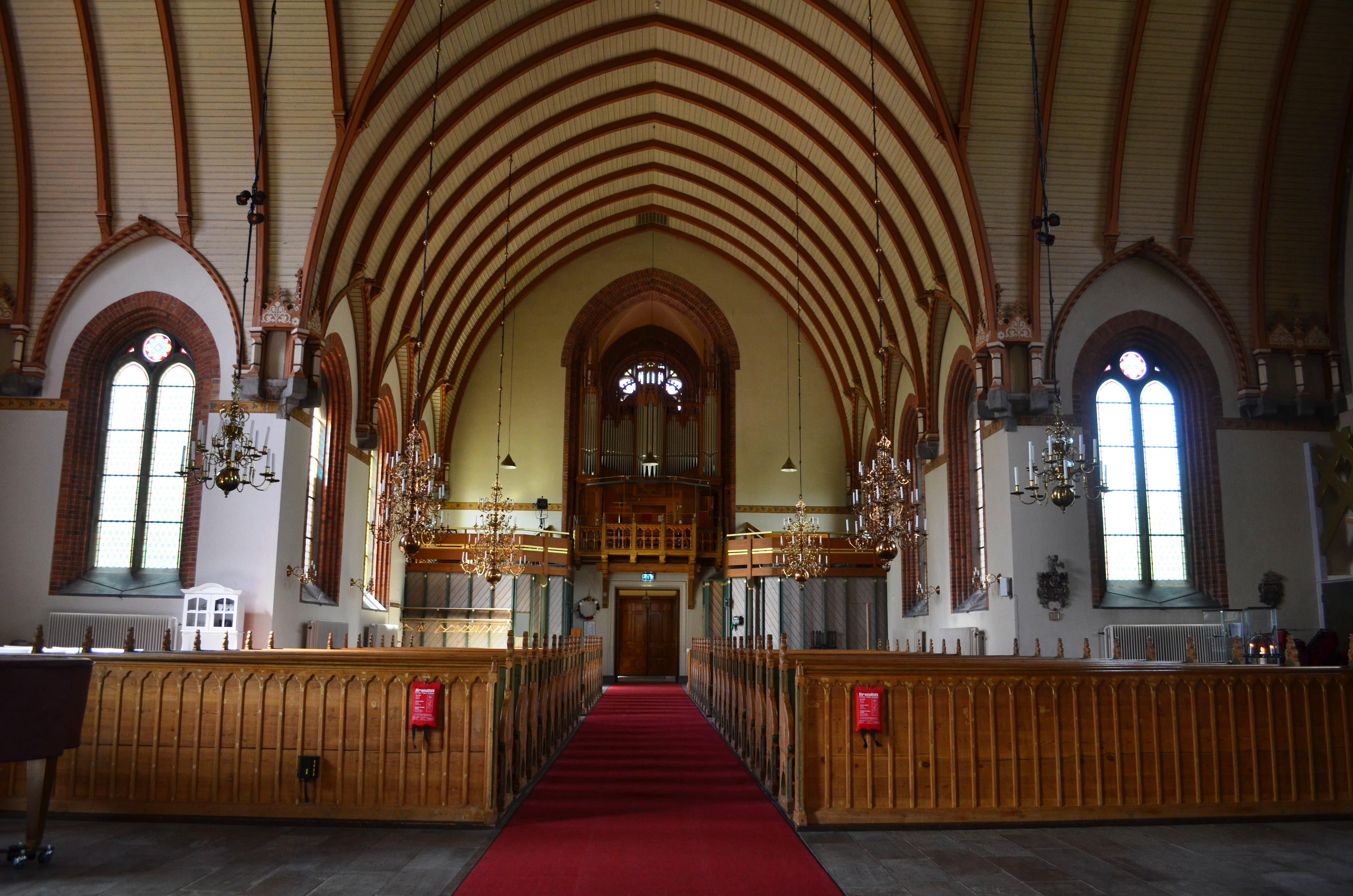
Kyrksalen.

Hällestads kyrka tillhör Finspångs församling i Linköpings stift och ligger i Finspångs kommun. Kyrkan ligger nära Hällestadsån i samhället Hällestad omkring en mil väster om Finspång.

## Kyrkobyggnaden
En kyrka har funnits på orten sedan medeltiden, eventuellt redan på 1200-talet. Äldsta kyrkan plundrades av Daniel Rantzaus trupper och brann ned 1726. Nästa kyrka som uppfördes brann också ned, den 23 januari 1893. Nuvarande kyrka i nygotisk stil uppfördes åren 1893–1895, efter ritningar av arkitekt Gustaf Petterson. Uppgifter finns att kyrkan istället kan vara ritad av arkitekt Hjalmar Kumlien. Kyrkan består av ett långhus med flersidigt kor i öster och torn i väster. Korsarmar sträcker sig ut åt norr och söder.

## Inventarier
- En dopfunt av mässing är tillverkad 1660, sannolikt vid mässingsbruket i Norrköping.
- En fristående predikstol i nygotik med korg av ek är tillverkad åren 1893–1895.
- Två ringklockor. Lillklockan gjuten 1759 av A. P. Petraus, Örebro, omgjuten 1905. En klocka gjuten 1767 av Magnus Hultman, Norrköping.

### Orgel
- 1755 sätter Jonas Wistenius, Linköping upp en orgel med 10 stämmor. Orgeln förstördes i eldsvådan 1895.[1]
- 1896 bygger Åkerman & Lund Orgelbyggeri, Sundbyberg, en orgel med 18 stämmor, fördelade på två manualer och pedal.
- 1968 bygger Lindegren Orgelbyggeri, Göteborg, en mekanisk orgel. Fasaden är från den föregående orgeln byggd 1896. Orgeln blev renoverad 2018 av Henrik Lind Orgelbyggare, Vreta Kloster.

Disposition:
| Huvudverk I   | Svällverk II   | Pedal        | Koppel |
| Principal 8'  | Gedackt 8'     | Subbas 16'   | I/P    |
| Rörflöjt 8'   | Principal 4'   | Oktavbas 8'  | II/P   |
| Oktava 4'     | Borduna 8'     | II/I         |        |
| Täckflöjt 4'  | Valdflöjt 2'   | Koralbas 4'  |        |
| Oktava 2'     | Larigot 1 1/3' | Nachthorn 2' |        |
| Kornett 3 kor | Sifflöjt 1     | Mixtur 3 kor |        |
| Mixtur 3 kor  | Cymbel 2 kor   | Fagott 16'   |        |
| Trumpet 8'    | Dulcian 8'     | Skalmeja 4'  |        |

## Övrigt
Klockstapeln som uppfördes till andra kyrkan under första hälften av 1700-talet, finns numera på Skansen, där den ringer in nyåret för en stor del av de svenska TV-tittarna, ty varje nyårsafton direktsänder SVT uppläsningen av dikten Nyårsklockan vid tolvslaget med ackompanjemang av klockspelet i Hällestads klockstapel.

## Bildgalleri

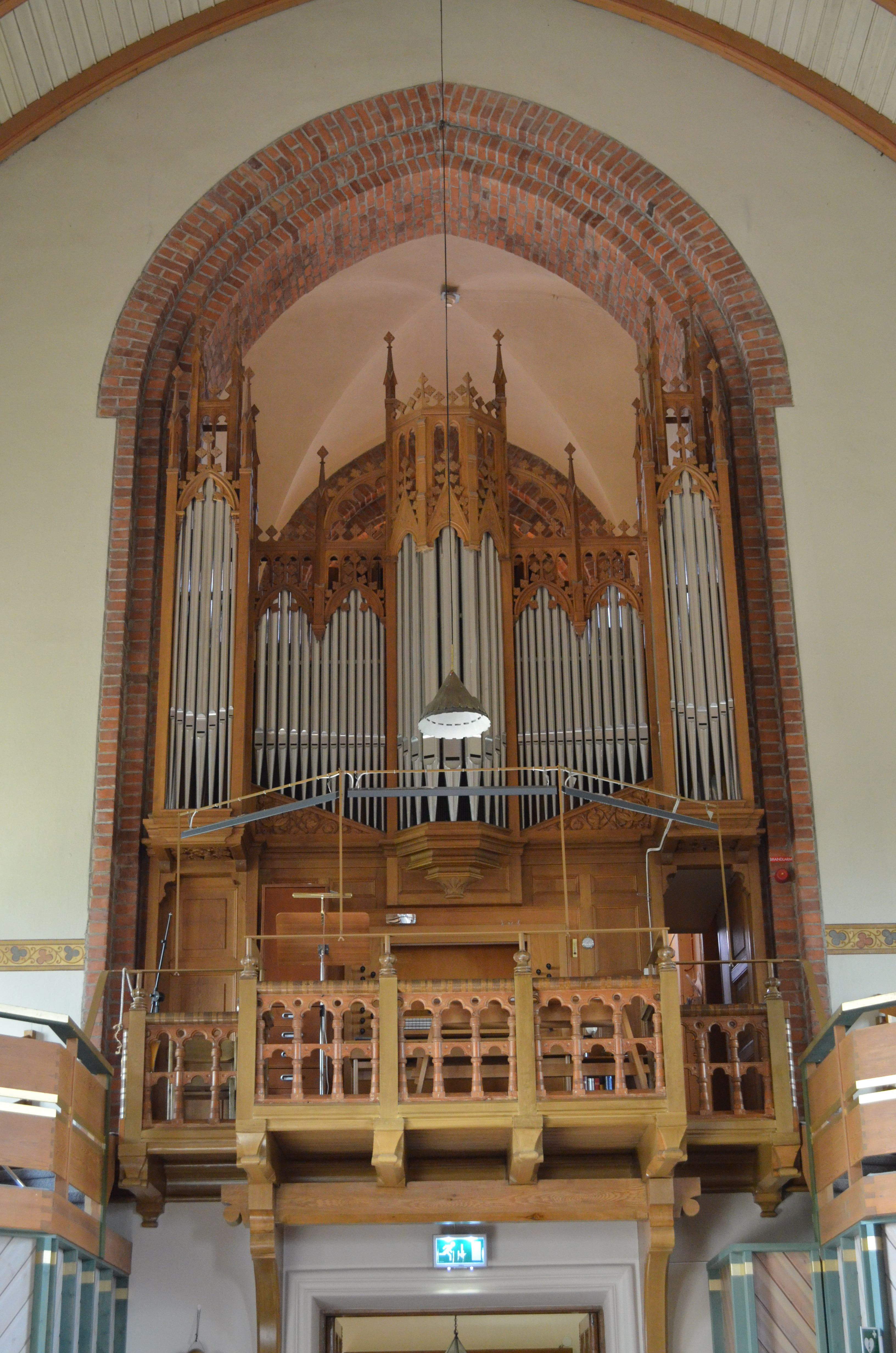
Hällestads kyrkas kyrkorgel
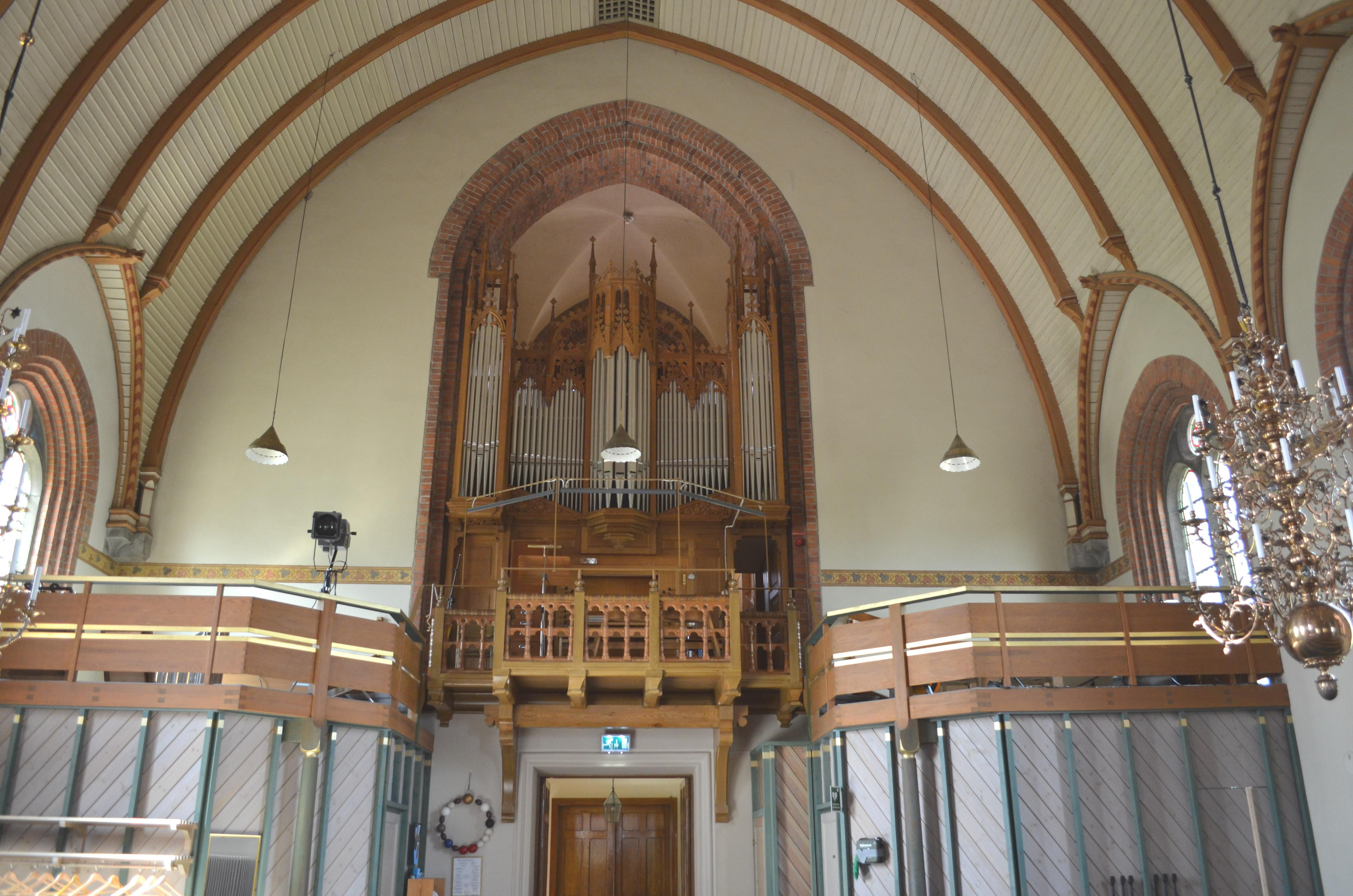
Hällestads kyrkas orgelläktare
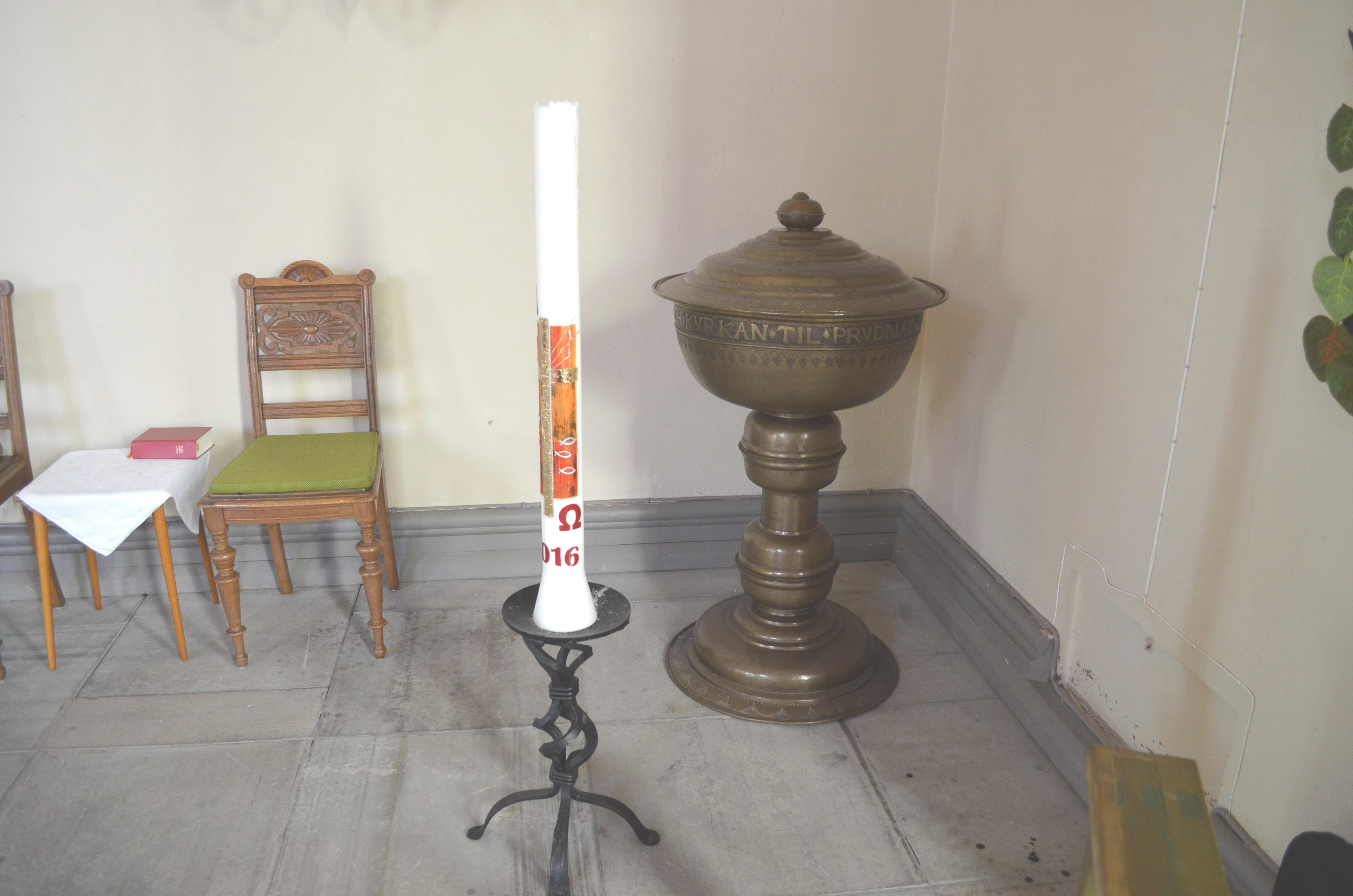
Hällestads kyrkas andra dopfunt
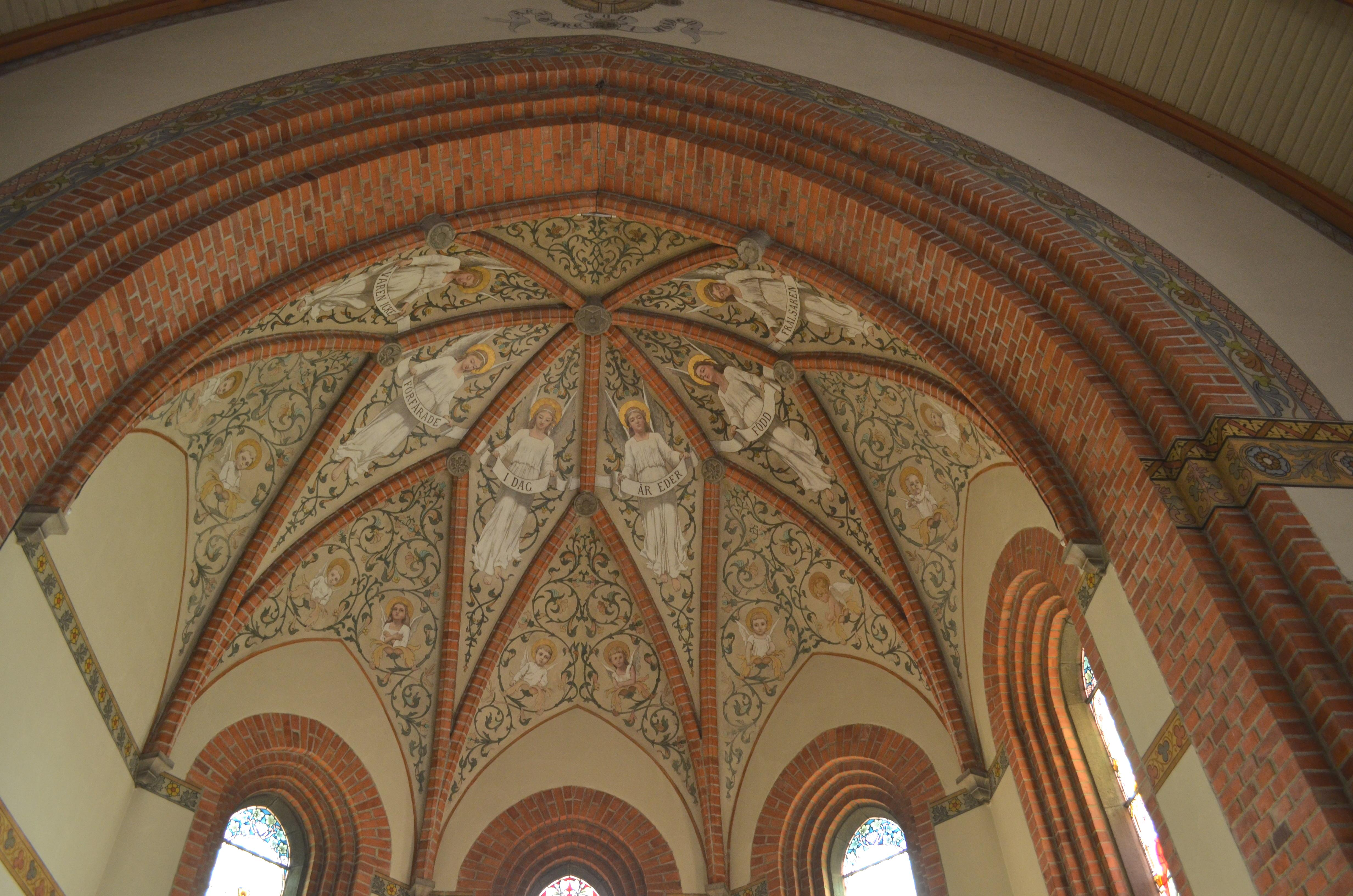
Hällestads kyrkas takmålning
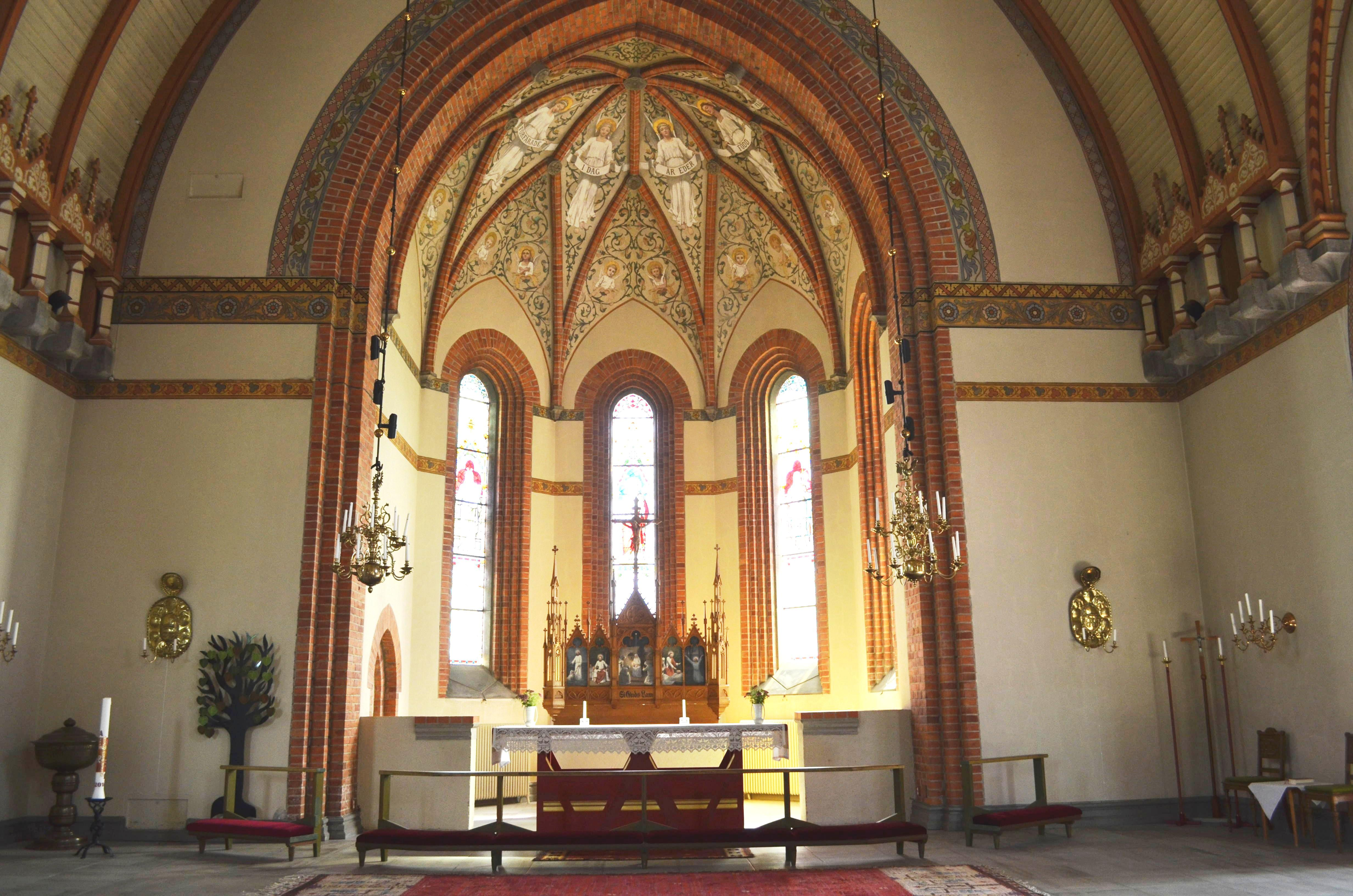
Hällestads kyrkas altare
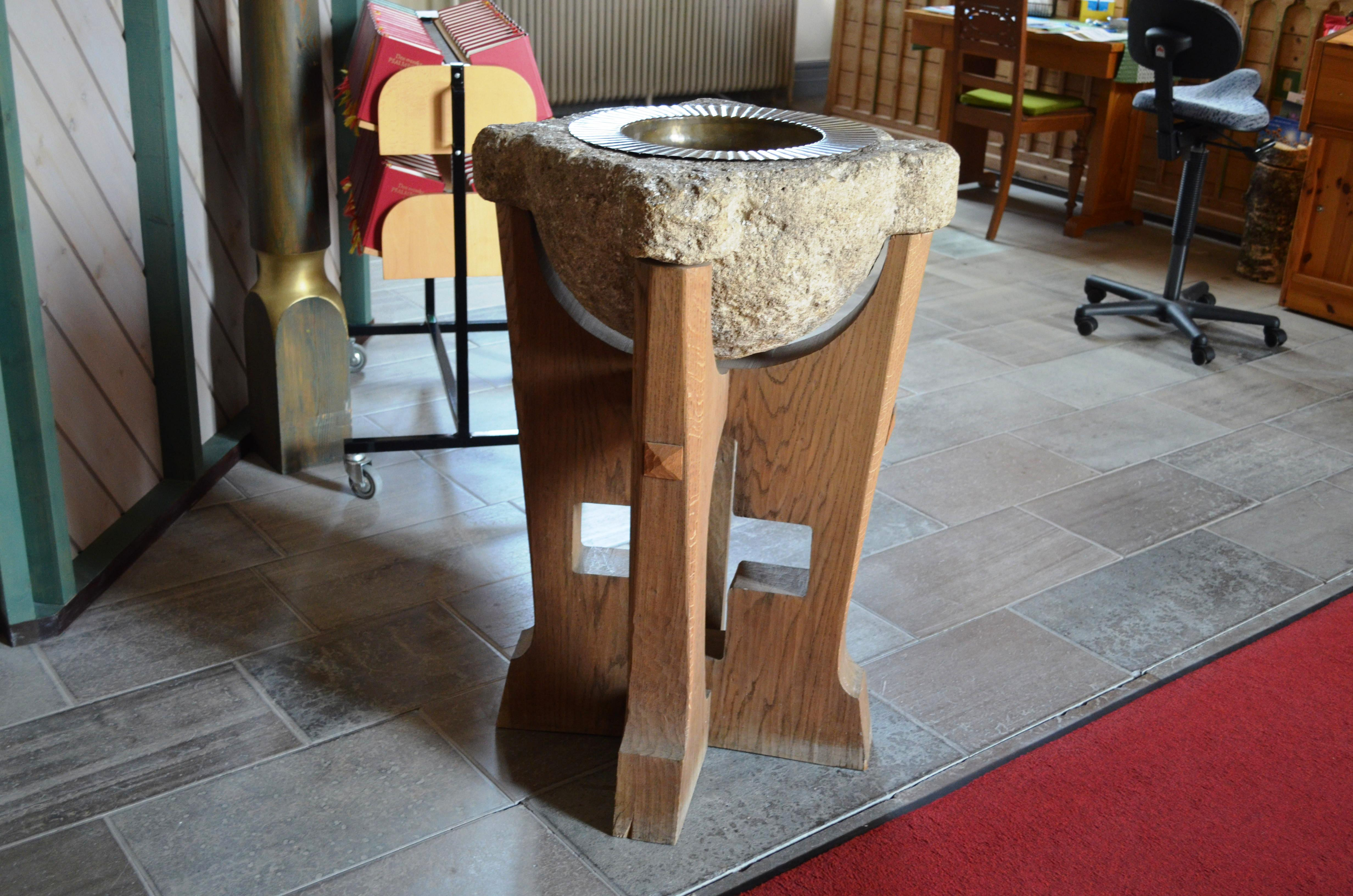
Hällestads kyrkas dopfunt